# 장수종합경기장
장수종합경기장(長水綜合競技場, Jangsu Stadium)은 대한민국 전북특별자치도 장수군에 있는 스포츠 시설이다. 천연잔디 필드와 우레탄 트랙이 갖춰진 경기장이며, 2009년에 준공되었다. '장수잔디구장'이라는 명칭으로 개장된 후, 2019년에 '장수종합경기장'으로 명칭이 변경되었다.

## 참고 문헌
- “장수종합경기장”. 《전라북도 생활체육안내》. 전라북도체육회.
- 《2019년 전국 공공체육시설 현황 (2018년말 기준)》. 대한민국 문화체육관광부. 2020.
- 《2020년 전국 공공체육시설 현황 (2019년말 기준)》. 대한민국 문화체육관광부. 2021.
- 《2021년 전국 공공체육시설 현황(2020년말 기준)》. 대한민국 문화체육관광부. 2022.
- 《2023 전국 공공체육시설 현황 (2022년 12월말 기준)》. 대한민국 문화체육관광부. 2024.